# Timolftaleína
A timolftaleína é um indicador de pH, de fórmula química C28H30O4.
A temperatura ambiente se apresenta como um sólido branco de odor tênue.
Possui intervalo de viragem de cor em pH na faixa de 9,3 a 10,5 , mudando de incolor a azul. 